# 여자이기 때문에 (1980년 영화)
여자이기 때문에는 1980년 공개된 대한민국의 영화이다.

## 배역
- 이영옥
- 신성일
- 김만
- 최병철